# The King of Pigs
Pour plus de détails, voir Fiche technique et Distribution.
The King of Pigs (돼지의 왕, Dwae-ji-ui wang) est un film d'animation sud-coréen réalisé par Yeon Sang-ho, sorti en 2011.
Il est présenté au Festival international du film de Busan en 2011, puis à la Quinzaine des réalisateurs au Festival de Cannes 2012.

## Synopsis
Après la faillite de son entreprise, Hwang Kyung-min tue sa femme, puis cherche à renouer avec un ami de collège du nom de Jung Jong-suk. Celui-ci est nègre littéraire mais souhaite écrire un roman personnel. Lorsqu'ils se retrouvent, ils évoquent leurs années de jeunesse au collège.

## Fiche technique
- Titre original : 돼지의 왕, Dwae-ji-ui wang
- Titre international et français : The King of Pigs
- Réalisation et scénario : Yeon Sang-ho
- Musique : Eom Been
- Montage : Yeon Sang-ho
- Pays d'origine :  Corée du Sud
- Format : couleur — 35 mm
- Genre : animation, drame, thriller
- Durée : 97 minutes
- Dates de sortie :
  - Corée du Sud : 8 octobre 2011 (Festival international du film de Busan) ; 3 novembre 2011 (sortie nationale)
  - France : 24 mai 2012 (Quinzaine des réalisateurs au Festival de Cannes)
- Interdit aux moins de 12 ans

## Distribution
- Yang Ik-joon : Jung Jong-suk
- Oh Jung-se : Hwang Kyung-min, adulte
- Kim Hye-na : Kim Chul
- Kim Kkobbi : Jung Jong-suk jeune